# Letícia de Souza
Letícia de Souza, född 6 maj 1996, är en friidrottare från Brasilien. Hon deltog vid olympiska sommarspelen 2016.